# Trey Songz
Trey Songz, właśc. Tremaine Aldon Neverson (ur. 28 listopada 1984 w Petersburgu w stanie Wirginia) – amerykański wokalista hip-hopowy oraz R&B-owy, producent muzyczny i aktor.

## Życiorys

### 1984–2003: Młodość i początki kariery
Urodził się jako Tremaine Aldon Neverson 28 listopada 1984 roku w Petersburgu w stanie Wirginia. Jego matka, April (Gholson) Tucker, miała wtedy 17 lat. Wychowywał się w jednostkach wojskowych, w których stacjonowali jego rodzice. Songz jako dziecko nie miał aspiracji do muzycznej kariery ze względu na swoją nieśmiałość, mówiąc: Śpiewanie nie było rzeczywistością dla mnie, dopóki inni ludzie nie zaczęli zauważać że dobrze mi to idzie. Swoje zdolności wokalne rozpoznał mając 14 lat. Jako licealista zaczął śpiewać za namową znajomych i rodziny. Podczas jednego z pokazów talentów w 2000 roku został dostrzeżony przez producenta Troya Taylora, co dwa lata później zaowocowało podpisaniem kontraktu z wytwórnią Atlantic Records. Po ukończeniu szkoły średniej w tym samym roku Songz przeniósł się do New Jersey, gdzie miał rozpocząć nagrywanie swojego debiutanckiego albumu.

### 2004-08:I Gotta Make It,Trey Day
Nagrywając swój debiutancki album, Songz wydał mixtape pod pseudonimem Prince of Virginia. W albumie znalazł się utwór zatytułowany „Open the Closet”, będący odpowiedzią na piosenkę R. Kellyego „Trapped in the Closet”, co przyniosło mu rozgłos. Debiutancki album wokalisty, pt. I Gotta Make It, został wydany 26 lipca 2005 pod szyldem Atlantic Records. Krążek zajął 20. miejsce w notowaniu Billboard 200 i w pierwszym tygodniu sprzedał się w nakładzie 40 tys. egzemplarzy. Debiutancki singiel Treya, „Gotta Make It”, nagrany we współpracy z raperem Twistem, został wydany w marcu 2005 roju i osiągnął 87. miejsce na amerykańskiej liście przebojów. Drugi singiel promujący album, „Gotta Go”, został wydany w lipcu 2005 roku i dotarł do 67. miejsca zestawienia.
W październiku 2007 roku Songz wydał swój drugi album studyjny, zatytułowany Trey Day. Na krążku gościnnie pojawił się Bun B, który towarzyszył raperowi w intro płyty, oraz Jim Jones, pojawiający się w piosence „Fly Together”.

### 2009-11:Ready,Passion, Pain & Pleasure
W 2009 roku Songz otrzymał nominację do nagrody Grammy w kategorii Najlepszy Męski Wokalista R&B za utwór „Can't Help but Wait”, który znalazł się na oficjalnej ścieżce dźwiękowej filmu Step Up 2. Artysta zapowiedział wówczas wydanie swojego kolejnego, trzeciego albumu, zatytułowanego Ready. Płyta trafiła do sprzedaży we wrześniu tego samego roku, promowały ją single „I Need a Girl”, „LOL Smiley Face” (nagrany z gościnnym udziałem Gucciego Mane'a i rapera o pseudonimie Soulja Boy Tell 'Em), „I Invented Sex” (feat. Drake), „Say Aah” (feat. Fabolous) i „Neighbors Know My Name”, a także singiel promocyjny – „Successful”. Płyta zapewniła wokaliście drugą nominację do nagrody Grammy, tym razem w kategorii Best Contemporary R&B Album.
We wrześniu 2010 roku ukazał się czwarty krążek studyjny w dorobku Songza – Passion, Pain & Pleasure, który wokalista promował podczas swojej letniej trasy koncertowej w tym samym roku. Na płycie znalazło się 17 utworów, w tym single: „Can't Be Friends” i „Bottoms Up”, nagrany we współpracy z Nicki Minaj.

### Od 2012:Inevitable,Chapter V,Trigga
W sierpniu 2011 roku Songz potwierdził trwające prace nad tworzeniem materiału na swój piąty album studyjny. W międzyczasie ukazała się debiutancka EP-ka w karierze rapera, zatytułowana Inevitable. Zapowiadana płyta, zatytułowana Chapter V, miała swoją premierę w sierpniu kolejnego roku, wydawnictwo promowały piosenki „Heart Attack”, „2 Reasons”, „Simply Amazing” i „Never Again”. W lipcu 2011 roku artysta zagrał główną rolę – Ryana – w filmie Piła mechaniczna 3D, który ukazał się w kinach na początku stycznia 2013 roku.
W lutym 2014 roku Songz ogłosił datę premiery swojego szóstego krążka pt. Trigga, który ukazał się 30 czerwca tego samego roku. W kwietniu raper pojawił się gościnnie w utworze „Smoke” 50 Centa, który promował jego piąty album studyjny, zatytułowany Animal Ambition.
2 kwietnia 2015 roku ukazał się kolejny album Trigga Reolacted. Jego promującym teledyskiem jest Slow Motion.

## Dyskografia

### Albumy
- I Gotta Make It (2005)
- Trey Day (2007)
- Ready (2009)
- Passion, Pain & Pleasure (2010)
- Chapter V (2012)
- Trigga (2014)
- Tremaine (2017)

### Minialbumy (EP)
- Anticipation (2009)

## Filmografia
- 2010: Córeczka jako Monty
- 2011: Queen of Media
- 2013: Piła mechaniczna 3D jako Ryan
- 2013: Bez bagażu
- 2018: Blood Brother
- 2019: Sex Crimes

Telewizja:
- 2009: Lincoln Heights
- 2010: When I Was 17
- 2010: Trey Songz: My Moment
- 2014: Total Divas